# Basílica de San Nazario (Carcasona)
La basílica de San Nazario de Carcasona (en francés: Église Saint-Nazaire de Carcassonne) es una basílica menor francesa erigida en la ciudad de Carcasona, que ostentó el carácter de catedral de la ciudad hasta el año 1801, momento en el que fue reemplazada por la catedral de San Miguel. Es monumento histórico por la lista de 1840 y fue declarada basílica menor  por el papa León XIII el 10 de junio de 1898.
La primera iglesia, edificada en el siglo VI, ha desaparecido totalmente. Las primeras alusiones escritas sobre la actual basílica datan del año 925, cuando el obispo Gimer traslada la sede episcopal al lugar elevándola al rango de catedral. El papa Urbano II, en junio de 1096, se hospedó en Carcasona en su regreso desde Auvernia en predicación por la cruzada, bendiciendo los materiales que se iban a utilizar para realizar el nuevo edificio. Una comunidad de canónigos vivía en edificaciones adyacentes a la catedral, con una sala capitular, un dormitorio, el refectorio, cocinas, bodegas y establos. Pero el conjunto de los edificios se demolió en 1792, al igual que el claustro. Saint-Nazaire mantuvo el estatus de catedral hasta el año 1801 en que monseñor De la Porte, obispo de Carcasona, traslada la sede episcopal a la iglesia situada en la «ciudad baja» de la localidad.
Las renovaciones de Eugène Viollet-le-Duc realizadas en la Cité transformaron ampliamente el exterior de la basílica, pero en el interior el cambio fue más notable. Dos estilos, románico (siglos XI, XII) y gótico (siglos XIII, XIV), conviven en la arquitectura de la iglesia.
En la basílica se encuentran un órgano, del que se encuentran referencias que ya existía en 1637, considerado de los más antiguos del Midi francés. Ha sufrido diversas restauraciones y solo se pueden ejecutar piezas clásicas en él.
Se encuentra así mismo la denominada Pierre du siège (Piedra del asedio), una representación esculpida en una losa de piedra del sitio de Toulouse en el siglo XIII durante la cruzada albigense, y la lápida sepulcral atribuida a la tumba de Simón de Montfort, jefe de la cruzada albigense y posterior vizconde de Carcasona y Béziers, inhumado en la basílica inicialmente, aunque luego fueron trasladados sus restos a Toulouse.

## Estilos arquitectónicos

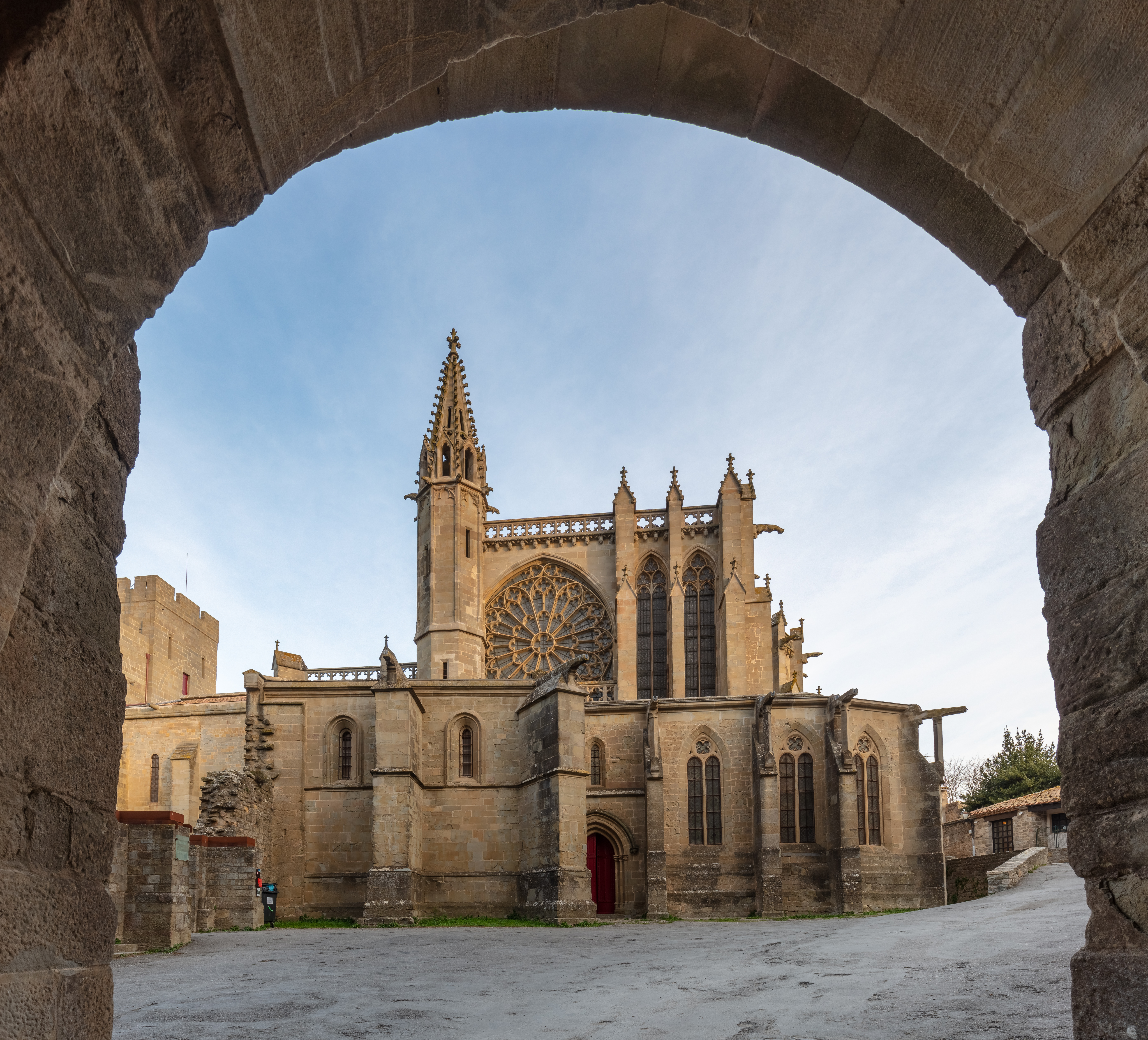
Portada de uno de los transeptos.

### Románico
Saint-Nazaire era originariamente una iglesia románica, influida por la evolución de la arquitectura sacra proveniente del patronazgo de Cluny. Se puede observar sobre todo en la nave principal cubierta con bóveda de cañón, que reemplazó la antigua iglesia visigoda.
Contemporáneas a la primera construcción románica de finales de año 1096 son la cripta y los dos primeros pilares situados al este de la nave, más cortos que los demás y coronados por capiteles esculpidos con personajes y rematados con formas vegetales.
La segunda construcción románica se realizó a mitad del siglo XII; la nave central actual con seis bóvedas, a semejanza de la Abadía de Notre Dame d'Alet de Alet-les-Bains, en arco de medio punto, con dos naves colaterales y alternancia de pilares redondos, que se alzan hasta el nacimiento de los arcos y cuadrados que llegan hasta la cornisa de la bóveda. Los capiteles están esculpidos con motivos vegetales, animales y máscaras humanas. En la puerta norte, sólo los dos primeros capiteles son de esta época.

### Gótico
Al pasar la ciudad a senescalía francesa, la basílica se agrandó introduciendo nuevas formas arquitectónicas importadas por los maestros del reino francés. Entre 1269 y 1330 se construyeron la cabecera, el crucero, nuevos ábsides y un coro góticos que reemplazaron al presbiterio románico; y seis capillas con impresionantes vidrieras que representan escenas de la vida del Cristo y los apóstoles. Del coro cabe destacar sus pilares, adornados por estatuas esculpidas en las columnas, forma inusual. 
En las fachadas norte y sur se encuentran dos rosetones datados respectivamente en los siglos XIII y XIV.

## Galería de imágenes

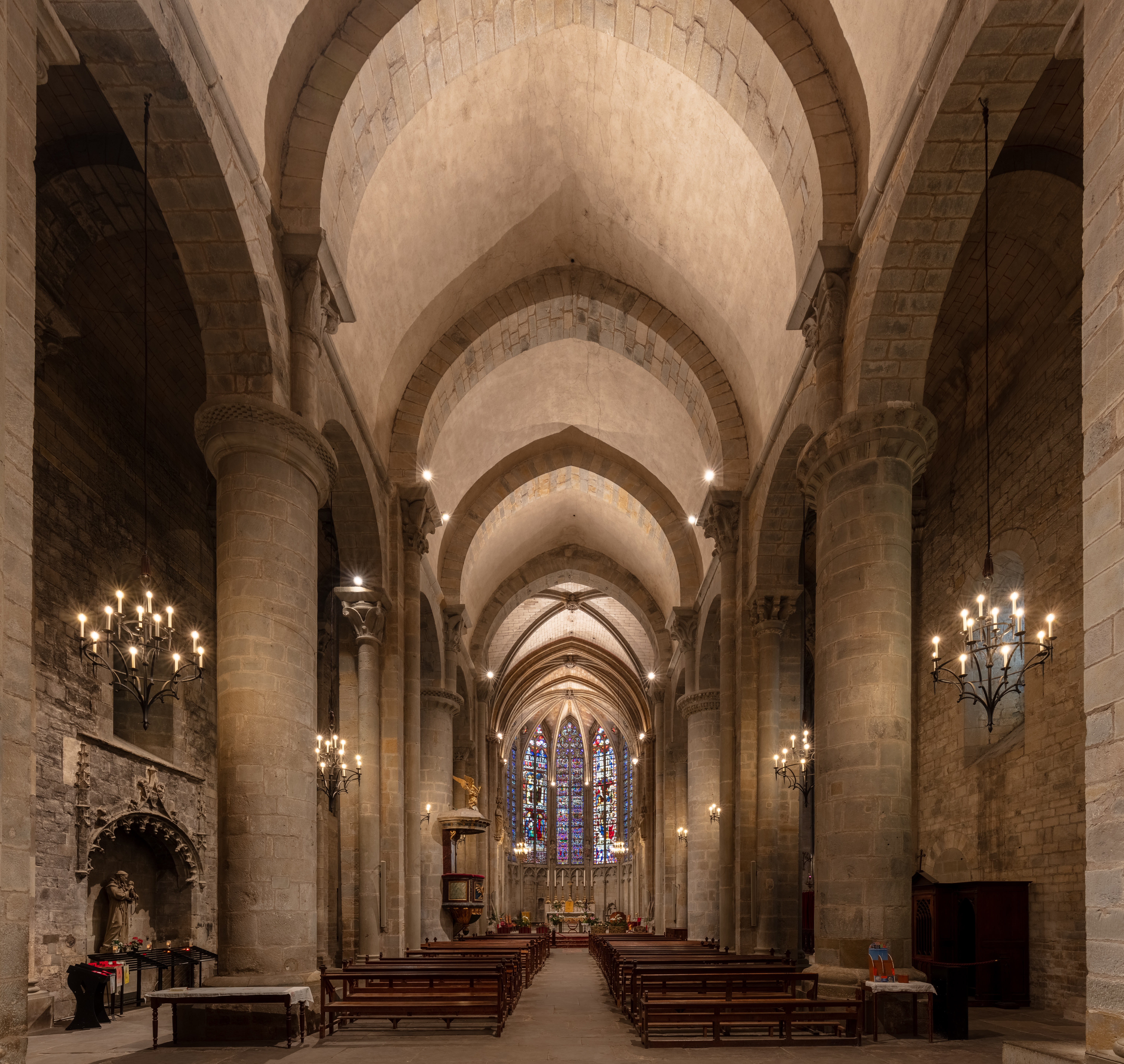
Nave interior.
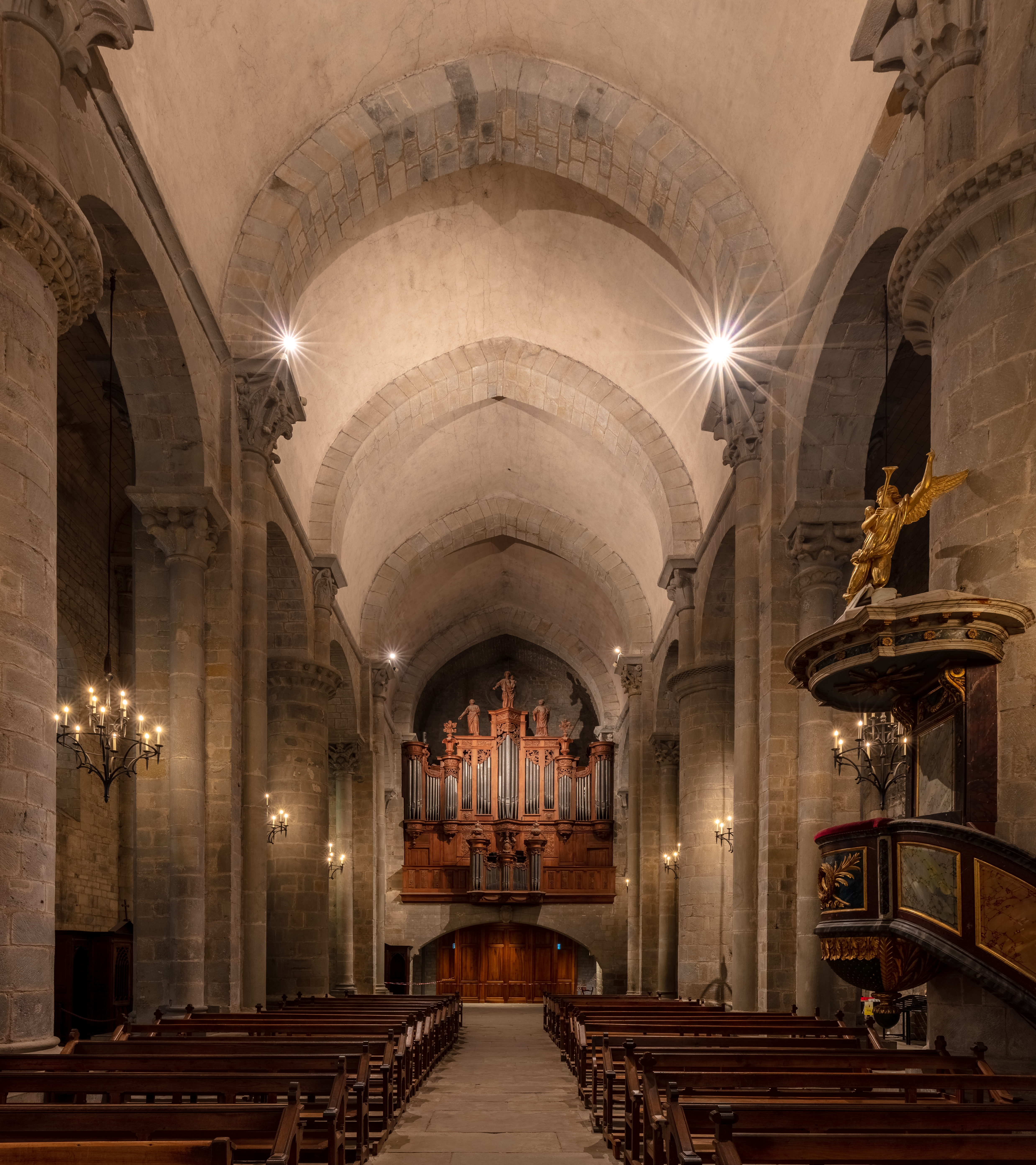
Nave interior desde el altar.
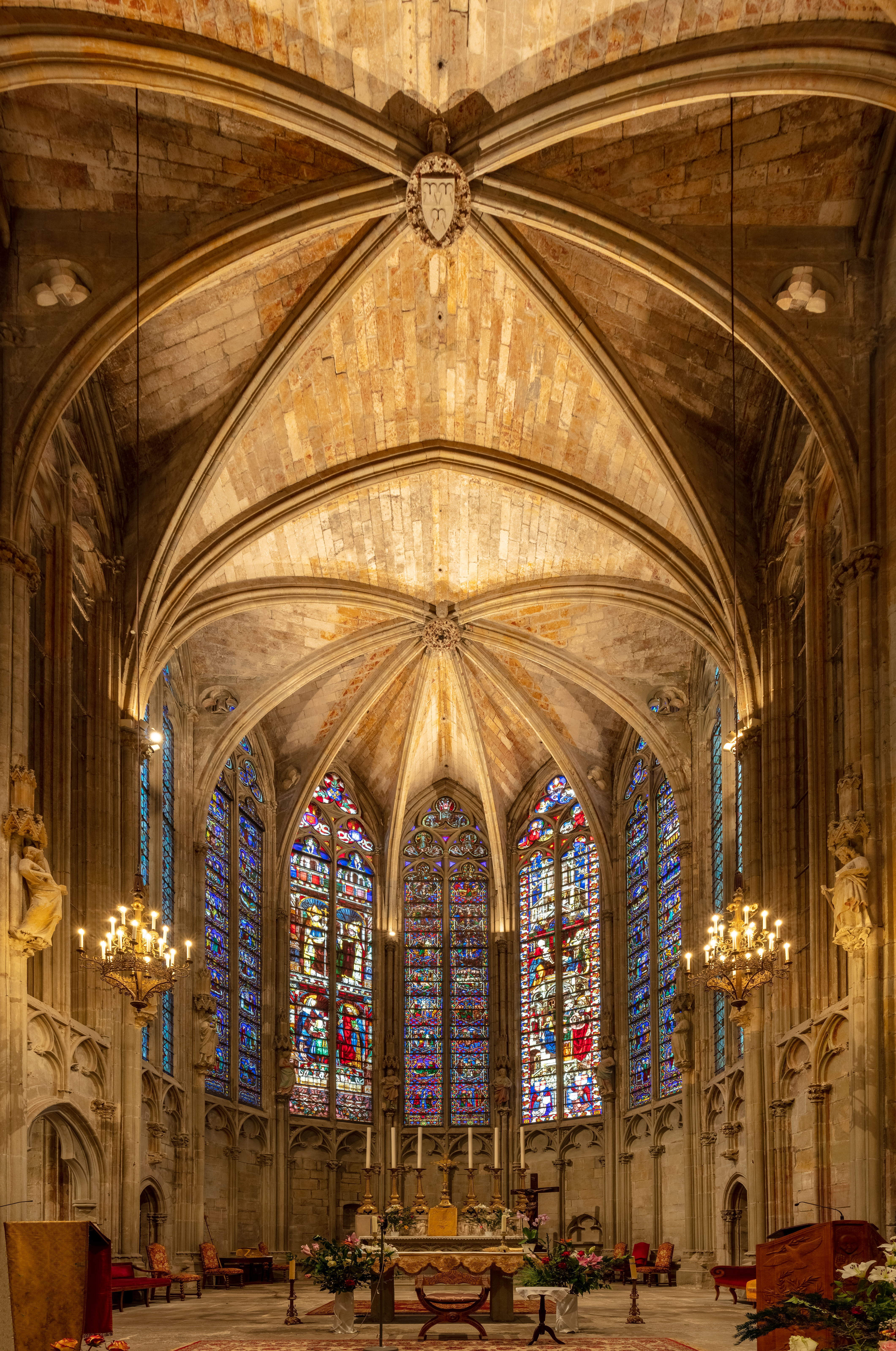
Altar.
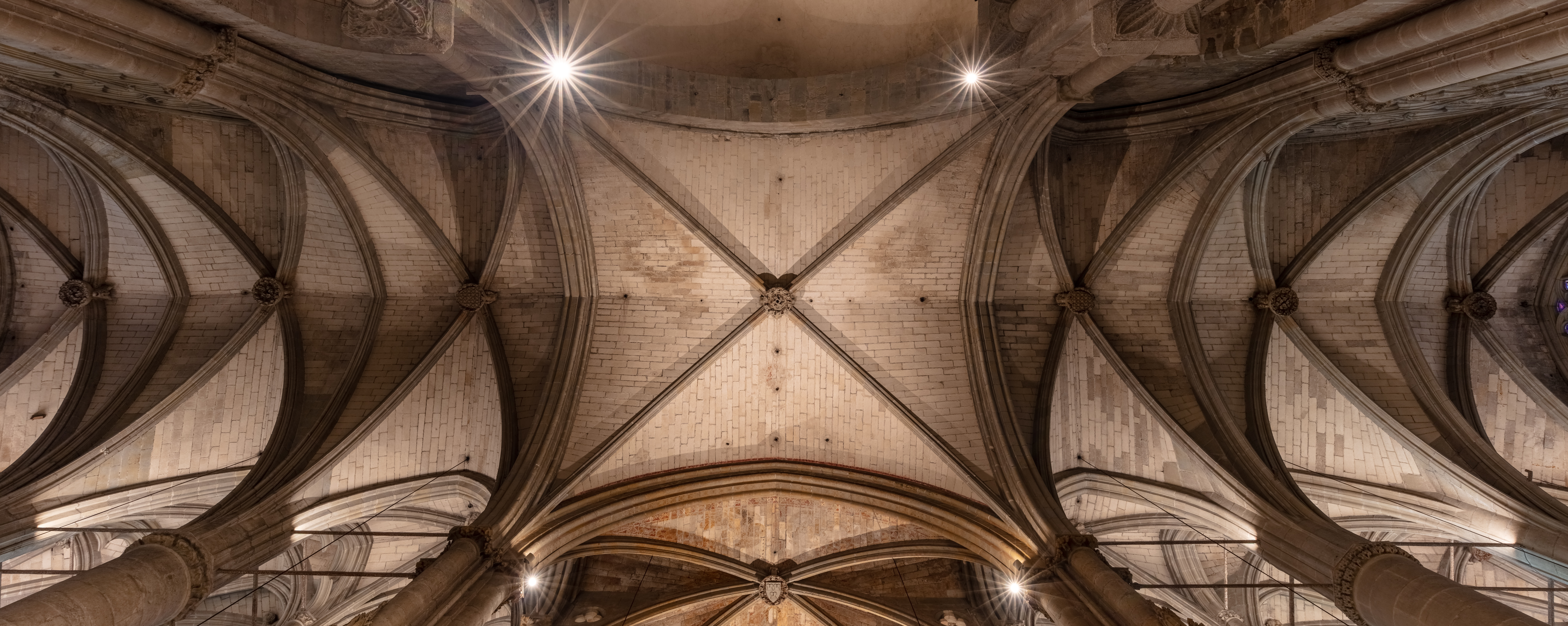
Techo.
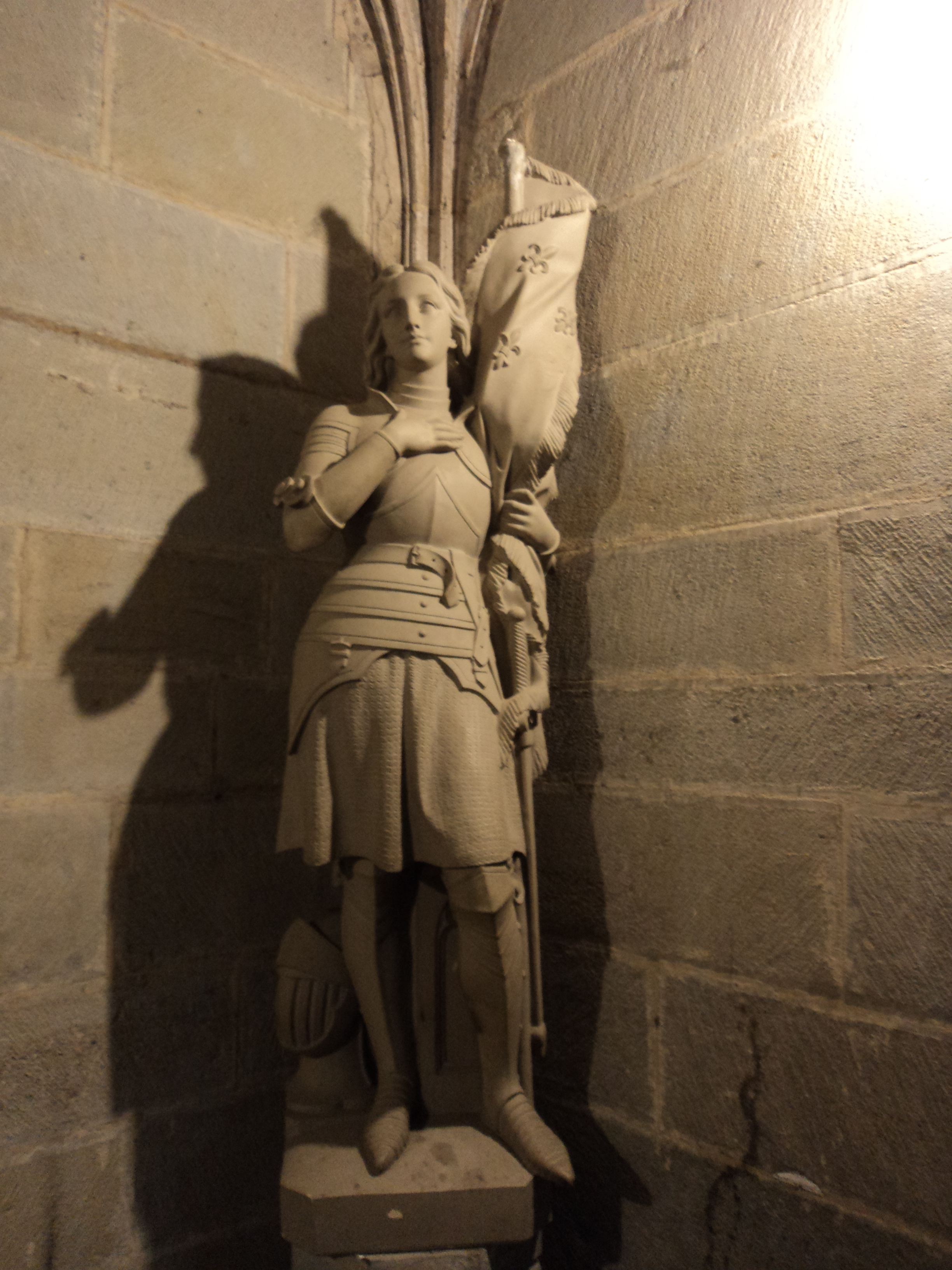
Estatua de Juana de Arco.